# Morti nel 931
| Questa pagina contiene informazioni ricavate automaticamente dalle voci biografiche con l'ausilio del template Bio e di un bot. L'aggiornamento è periodico e automatico e ricostruisce completamente la pagina. Se manca una persona in questa lista, sei pregato di non aggiungerla, ma accertati piuttosto che la sua voce biografica contenga il template Bio e che i dati anagrafici siano correttamente compilati. Se il template Bio manca, inseriscilo tu stesso o, in alternativa, metti l'avviso {{tmp\|Bio}} che ne segnala la mancanza. Se i dati riportati sono sbagliati, correggi direttamente la voce biografica; le modifiche saranno visibili in questa lista entro pochi giorni. Per chiarimenti vedi il progetto biografie. La lista contiene solo le 8 persone che sono citate nell'enciclopedia e per le quali è stato implementato correttamente il template Bio. Pagina aggiornata al 19 ott 2024. |

- 29 maggio - Jimeno II Garcés di Navarra, sovrano
- 19 giugno - Lamperto di Milano, arcivescovo italiano
- 3 settembre - Uda, imperatore giapponese (n. 867)
- Gausberto di Empúries, nobile franco
- Cristoforo Lecapeno, imperatore bizantino
- Papa Stefano VII, papa, cardinale e vescovo italiano
- Onneca Sánchez di Navarra, regina
- Ibn Masarra,  e docente arabo (n. 883)